# Tour du Chablais
Le Tour du Chablais - Léman - Portes du Soleil est une course cycliste par étapes française disputée dans le Chablais savoyard, en Haute-Savoie. Elle est organisée par l'UC Thononaise.
Cette épreuve figure au calendrier national de la Fédération française de cyclisme

## Histoire
D'abord courue sur une journée, elle devient une épreuve par étapes à partir de 1991, avant de reprendre son format initial en 2009. Depuis 2015, elle est de nouveau organisée sur plusieurs étapes.
L'édition 2020 est annulée à cause de la pandémie de Covid-19. C'est également le cas en 2021.

## Palmarès
| Année     | Vainqueur                     | Deuxième                | Troisième                |
| --------- | ----------------------------- | ----------------------- | ------------------------ |
| 1974      | Patrick Mauvilly              | Michel Charlier         | Jacky Blain              |
| 1975      | Michel Charlier               | Joseph Vercellini       | Jean-Yves Niermaréchal   |
| 1976      | Jeff Leslie                   | Michel Guillet          | Alain Bättig             |
| 1977-1979 | ?                             | ?                       | ?                        |
| 1980      | Patrick Clerc                 | Hervé Inaudi            | Bernard Rey              |
| 1981      | ?                             | ?                       | ?                        |
| 1982      | Bernard Vienne                | Alain Poussard          | Philippe Chaumontet      |
| 1983      | Philippe Chaumontet           | Jean-François Degeorges | Bruno Calvi              |
| 1984      | Denis Jusseau                 | Dominique Martino       | Christian Bouvier        |
| 1985      | Éric Guillot                  | Serge Crottier-Combe    | Jean-Louis Peillon       |
| 1986      | Gilles Delion                 | Yves Berlioux           | Yves Passot              |
| 1987      | Dean Woods                    | Antoine Costanza        | Alain Rivolla            |
| 1988      | Franck Simon                  | Thierry Bourguignon     | Laurent Charles          |
| 1989      | Francisque Teyssier           | Nicolas Veylon          | Jacky Roux               |
| 1990      | Patrick Bérard                | Vincent Lavenu          | Patrick Vallet           |
| 1991      | Denis Jusseau                 | Sylvain Volatier        | Jean-Pierre Delphis      |
| 1992      | José Lamy                     | Patrick Vallet          | Éric Magnin              |
| 1993      | Daniele Nardello              | Andrea Palvan           | Jean-Michel Lance        |
| 1994      | annulé                        | annulé                  | annulé                   |
| 1995      | Mauro Silvestri               | Jean-Charles Martin     | Frédéric Vifian          |
| 1996      | Grzegorz Rosoliński (pl)      | Bastien Froidevaux      | José Lamy                |
| 1997      | Denis Leproux                 | Hristo Zaykov           | Martial Locatelli        |
| 1998      | Marco Vermey (nl)             | Pascal Pofilet          | Jean-Michel Tessier      |
| 1999      | Maurizio Dondoglio            | Marc Thévenin           | Jacques Bogdanski        |
| 2000      | Franck Champeymont            | Massimiliano Martella   | Pascal Pofilet           |
| 2001      | Marc Thévenin                 | José Medina             | Oleg Joukov              |
| 2002      | Sylvain Lavergne              | Igor Pavlov             | Mickaël Buffaz           |
| 2003      | annulé                        | annulé                  | annulé                   |
| 2004      | Jérôme Chevallier             | Florian Lüdi            | Philip Deignan           |
| 2005      | Jean-Christophe Péraud        | Jérôme Chevallier       | Rémi Pauriol             |
| 2006      | Simon Schärer                 | Yann Huguet             | Benoît Luminet           |
| 2007      | Nicolas Inaudi                | Frédéric Périllat       | Alexandr Pliuschin       |
| 2008      | Jérémie Dérangère             | Guillaume Bonnafond     | Sébastien Grédy          |
| 2009      | Julien Bérard Jean-Lou Paiani |                         | Jérôme Chevallier        |
| 2010      | Pierre Bonnet                 | Jérôme Mainard          | Yohan Cauquil            |
| 2011      | Sébastien Grédy               | Rudy Molard             | Sébastien Fournet-Fayard |
| 2012      | Natnael Berhane               | Jérôme Mainard          | Frédéric Brun            |
| 2013      | Frédéric Talpin               | Jérôme Mainard          | Piter Campero            |
| 2014      | Yoann Michaud                 | Thomas Girard           | Matteo Draperi           |
| 2015      | Édouard Lauber                | Alexis Dulin            | Mathieu Le Lavandier     |
| 2016      | Benjamin Dyball               | Kevin Geniets           | Jérémy Cabot             |
| 2017,     | Frédéric Brun                 | Grégoire Tarride        | Jaakko Hänninen          |
| 2018,     | Jaakko Hänninen               | Adrià Moreno            | Alexandre Jamet          |
| 2019,     | Jérémy Cabot                  | Adrià Moreno            | Louis Richard            |
| 2020-2021 | annulé                        | annulé                  | annulé                   |